# Игнатченко, Вальтер Алексеевич
Вальтер Алексеевич Игнатченко — российский физик, доктор физико-математических наук (1969), профессор (1970), заслуженный деятель науки России (1998).

## Биография
Родился 28.02.1931 в Херсоне в семье служащих.
Окончил физико-математический факультет Одесского государственного университета (1957) и получил направление в Красноярск в недавно созданный Институт физики СО АН СССР. Работал лаборантом (1957—1958), младшим научным сотрудником, в 1962 г. защитил кандидатскую диссертацию. С 1963 г. начальник теоретического отдела, затем до 2003 года — заведующий лабораторией теоретической физики. С 2003 г. — главный научный сотрудник института.
В 1968 г. защитил докторскую диссертацию, в 1970 г. утверждён в учёном звании профессора по специальности «Теоретическая и математическая физика».
Научный руководитель 30 кандидатов наук, 7 из которых со временем стали докторами физико-математических наук.

## Награды и звания
Заслуженный деятель науки России (1998).

## Научные труды
Автор монографии и более 200 научных работ в области теории конденсированного состояния вещества, физики магнитных явления, радиофизики.
- Некоторые вопросы физики тонких магнитных пленок : диссертация … : доктора физико-математических наук : 01.00.00. — Красноярск, 1968. — 112 с. : ил.
- Магнитные свойства кристаллических и аморфных сред: Сборник научных трудов. Вальтер Алексеевич Игнатченко. Наука. Сиб. отд-ние, 1989 — Всего страниц: 255
- Физика магнитных материалов. В. А. Игнатченко, Г. А. Петраковский — Nauka, Sib. otd-nie, 1983 — Всего страниц: 154
- Ядерные сигналы в магнито-упорядоченных средах / В. А. Инатченко, В. И. Цифринович; Отв. ред. М. И. Куркин; Рос. АН, Сиб. отд-ние, Ин-т физики им. Л. В. Киренского. — Новосибирск : Наука : Сиб. изд. фирма, 1993. — 146,[3] с. : граф.; 22 см; ISBN 5-02-030648-7
- Спиновые волны в аморфных ферромагнетиках [Текст]. — Красноярск : ИФСО, 1978. — 80 с. : граф.; 20 см. — (Препринт / Ин-т физики им. Л. В. Киренского СО АН СССР; ИФСО-81 Ф).
- Резонанс доменной стенки в тонких магнитных плёнках [Текст]. — Красноярск : ИФ, 1979. — 43 с. : ил.; 27 см. — (Препринт / Ин-т физики им. Л. В. Киренского СО АН СССР; ИФСО-115Ф).